# Eburneana
Eburneana Wesolowska & Szűts, 2001 è un genere di ragni appartenente alla famiglia Salticidae.

## Etimologia
Il nome deriva dal Litus eburneum, nome latino della Costa d'Avorio, luogo di ritrovamento di una delle specie.

## Caratteristiche
Sono ragni piuttosto grandi, da 8 a 12 millimetri di lunghezza, con un cefalotorace piuttosto ristretto, ad imitare quello delle formiche. In esso, infatti, la pars cephalica e la pars thoracica sono appiattite e sottili proprio per imitare l'aspetto esteriore delle formiche.
A differenza dei Myrmarachninae, questo genere ha i cheliceri situati posteriormente. Le zampe sono piene di tricobotri e, nelle filiere posteriori sono ben visibili i fusuli.

## Relazioni filogenetiche
Mentre l'aspetto esteriore porta a classificarli nei Myrmarachninae, la struttura dei genitali e delle zampe è molto simile ai Pelleninae: ciò per il momento avvalora lo status di incertae sedis per questo genere.

## Distribuzione
Le tre specie oggi note di questo genere sono state rinvenute in Africa centrale, precisamente in Costa d'Avorio, Camerun e Tanzania.

## Tassonomia
A giugno 2011, si compone di tre specie:
- Eburneana magna Wesolowska & Szűts, 2001 — Costa d'Avorio
- Eburneana scharffi Wesolowska & Szüts, 2001[3] — Tanzania
- Eburneana wandae Szüts, 2003 — Camerun